# (9766) Bradbury
(9766) Bradbury es un asteroide perteneciente al cinturón de asteroides descubierto el 24 de febrero de 1992 por el equipo del Spacewatch desde el Observatorio Nacional de Kitt Peak, Estados Unidos.

## Designación y nombre
Bradbury recibió al principio la designación de 1992 DZ2.
Más tarde, en 2000, se nombró en honor del escritor estadounidense Ray Bradbury (1920-2012).

## Características orbitales
Bradbury orbita a una distancia media de 2,451 ua del Sol, pudiendo acercarse hasta 2,247 ua y alejarse hasta 2,655 ua. Tiene una excentricidad de 0,08329 y una inclinación orbital de 1,277 grados. Emplea en completar una órbita alrededor del Sol 1402 días. El movimiento de Bradbury sobre el fondo estelar es de 0,2568 grados por día.

## Características físicas
La magnitud absoluta de Bradbury es 14,2.